# 察哈爾省 (中華民國)
察哈爾省，簡稱察，為中華民國的一个省，塞北四省之一，省会张家口市。
到1948年第二次国共内战时，中国人民解放军占领察哈爾省全境，国民党政权所设省政府自然瓦解。1949年1月，中国共产党重设察哈爾省，1952年废省。分别并入河北省和内蒙古自治区。

## 省名由來
“察哈尔”一名最早可追溯至蒙古察哈尔部。清朝乾隆起，以八旗察哈爾置察哈尔都统，驻地万全县张家口堡。

## 歷史沿革
清朝時期稱「張垣特區」，「口北三廳」等属直隶省。民國二年（1913年）北洋政府設置察哈爾特別區。民國十七年（1928年）国民政府改置為省。
民國二十二年（1933年）長城戰役之後，日軍越過長城，向華北滲透，並於該年春佔領察哈爾部分地區。馮玉祥、吉鴻昌、方振武等人在張垣於1933年5月26日成立察哈爾民眾抗日同盟軍，於6月開始向察哈爾省和熱河省的日軍發動進攻，在7月中旬將日軍全數逐出察哈爾省，此為九一八事變以來中國軍隊首次收復失地。同時在南京國民政府以實現軍令統一為由，派軍進逼張垣之下，同盟軍被迫解散。
1937年至1945年抗戰期間，察哈爾省被日本佔領並成為德王領導的日本控制區蒙疆的一部份。民國三十四年（1945年）5月至6月，晉察冀邊區的八路軍，發起察南戰役，攻下懷安、漱源等縣城，並向平綏路兩測和察北地區發展。8月15日日本投降後，蔣中正命令國軍沿平綏、同蒲、平漢、津浦等鐵路，向華北推進受降。其中，傅作義部隊則沿平綏線已逼近張垣。為了阻止傅作義部隊東進，中共晉察冀軍區、晉綏區軍進結5.3萬主力對傅作義發起攻擊，傅作義被迫西撤。民國三十五年（1946年）中共發起大同集寧戰役，傅作義乘中共主力在大同之際，率領36集團軍奇襲奪取了中共華北區中心城市張垣。
民國三十七年（1948年）11月，平津會戰爆發，解放軍華北軍區第3兵團向張家口地區守軍發起攻擊，國軍第11兵團、傅作義嫡系部隊第三十五軍，救援的第104、第16軍全數消滅。12月24日，解放軍佔領张家口市，中華民國政府在察哈爾省的政府機構徹底瓦解。

## 地理
萬里長城將察哈爾省分為察南及察北。察北戈壁沙漠延伸至外蒙古。

### 管轄範圍

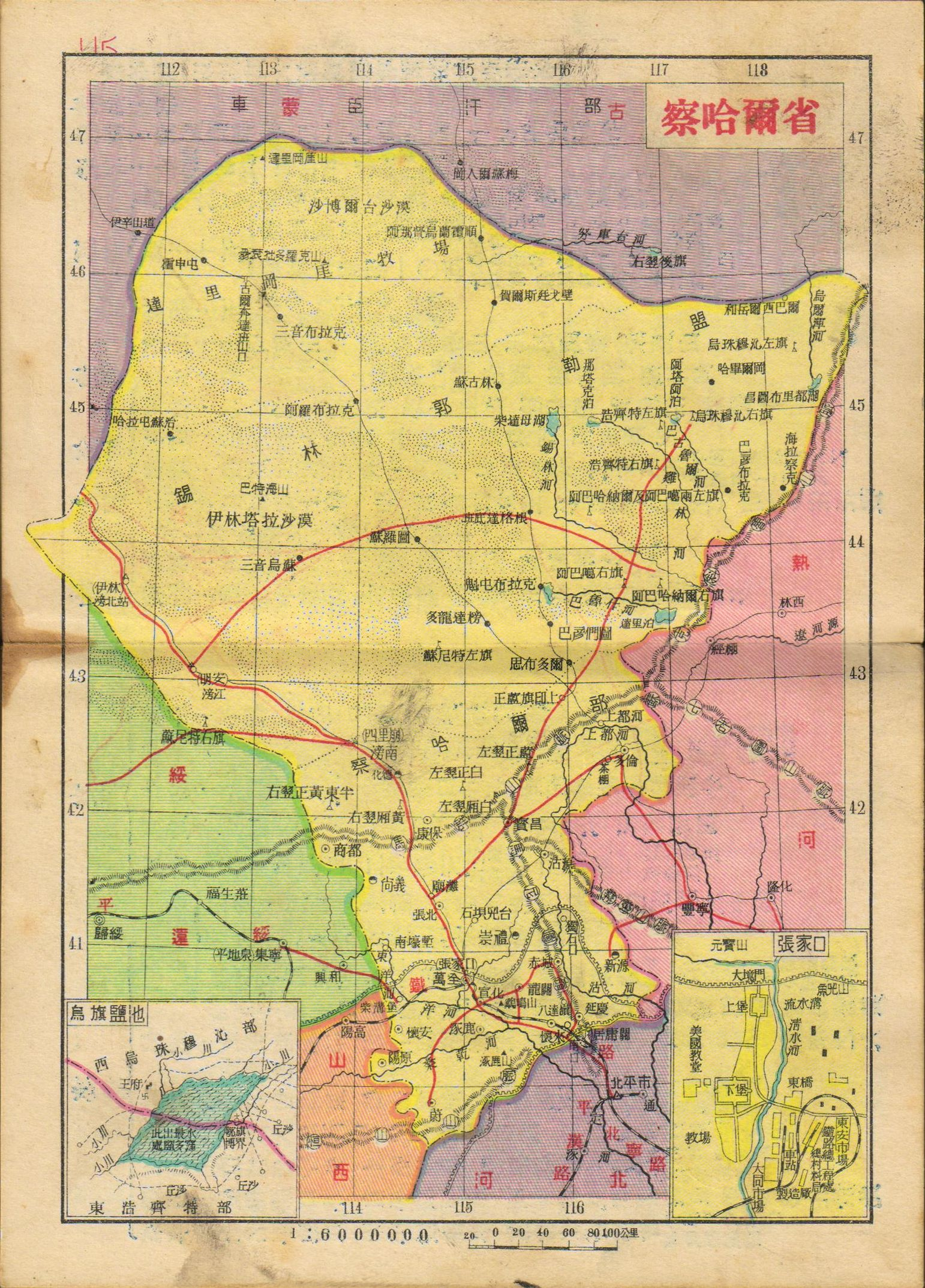
亚新地学社1936年《袖珍中华全图》的察哈尔省地图

民國二年（1913年），以直隸省口北道和八旗察哈爾、錫林郭勒盟設置察哈爾特別區。虽然北洋政府在名义上将达里冈爱等地划归察哈尔特别区，但其事实上始终被外蒙古方面统治。1928年国民政府改置為省。
察哈尔省轄境相當今河北省张家口市，北京市延庆区，內蒙古自治区锡林郭勒盟大部，乌兰察布市東部（包括化德县、商都县）。鄰國為蒙古（1946年后被中国承认），東接熱河省、遼北省，北鄰興安省，西界綏遠省、山西省，南接河北省。
民國三十六年（1947年），全省按其主张土地面積為278957平方公里（一說283675平方公里:163）。

### 人口
民國三十六年（1947年）上半年統計為211萬4288人，下半年統計為215萬54人。中華民國內政部编撰、1947年发行的《中華民國行政區域簡表》统计人口203万5957人:163。

## 行政區劃

### 省會
初駐直隸省張北縣，民國十七年改置為省，省會駐萬全縣。民國三十六年（1947年）6月，析萬全縣縣城置张家口市 ，省會改為张家口市:163—164，在今張家口市市區。

### 縣、市、設治局
民國三年（1914年），以直隸省口北道張北縣、獨石縣（後改稱沽源縣）和多倫縣3縣，綏遠特別區興和縣、陶林縣、豐鎮縣和涼城縣4縣，察哈爾部8旗，錫林郭勒盟10旗，各旗牧廠設置察哈爾特別區。先後增設商都縣、寶昌縣、康保縣、集寧縣4縣。民國十七年1928年改置為省。興和、陶林、集寧、豐鎮和涼城5縣劃入綏遠省，並劃入河北省舊口北道所轄10縣：宣化、赤城、萬全、懷來、蔚縣、陽原、龍關、延慶、懷安、涿鹿。至民國三十七年（1948年）以前，全省轄1市、19縣、4行政督察區，18旗、1牧場，而旗隸屬於錫林郭勒盟、察哈爾盟：
| 察哈爾省                 | 察哈爾省                 | 察哈爾省 | 察哈爾省 | 察哈爾省                                            | 察哈爾省                                                                           | 察哈爾省             | 察哈爾省 |
| 行政督察區及盟部         | 專署駐地                 | 代碼     | 縣等級   | 縣市局                                              | 駐地(2023年4月)                                                                    | 北洋時期             | 沿革 |
| ------------------------ | ------------------------ | -------- | -------- | --------------------------------------------------- | ---------------------------------------------------------------------------------- | -------------------- | --- |
| 省直轄地區               | 省直轄地區               | 24001    | 不適用   | 张家口市                                            | 今河北省張家口市城區                                                               | (直隸省口北道)       | 民國36年（1947年）6月置:163—164。 |
| 省直轄地區               | 省直轄地區               | 24002    | 二等     | 萬全縣                                              | 上堡（今河北省張家口市萬全區北萬全鎮）                                             | 直隸省口北道         | 民國17年（1928年）6月屬河北省，9月來屬。 |
| 省直轄地區               | 省直轄地區               | 24003    | 一等     | 宣化縣                                              | 今河北省張家口市宣化區駐地建國街街道                                               | 直隸省口北道（駐地） | 清代為宣化府附郭宣化縣，民國2年（1913年）2月裁府留縣。民國17年（1928年）6月屬河北省，9月來屬。                                                                                       |
| 省直轄地區               | 省直轄地區               | 24006    | 二等     | 懷來縣                                              | 懷來衛（今河北省懷來縣東官廳水庫內）                                               | 直隸省口北道         | 民國17年（1928年）6月屬河北省，9月來屬。 |
| 省直轄地區               | 省直轄地區               | 24008    | 二等     | 懷安縣                                              | 懷安衛（今河北省懷安縣東南懷安城鎮）                                               | 直隸省口北道         | 民國17年（1928年）6月屬河北省，9月來屬。 |
| 省直轄地區               | 省直轄地區               | 24012    | 二等     | 張北縣                                              | 興和城（今河北省張北縣駐地張北鎮）                                                 | 興和道               | 清代為張家口廳，民國2年（1913年）2月改稱縣並易名，屬直隸省。民國3年（1914年）6月改屬察哈爾特別區域。民國17年（1928年）9月屬察哈爾省。                                                |
| 第一區                   | 多倫縣                   | 24015    | 三等     | 沽源縣                                              | 獨石口（今河北省赤城縣北獨石口鎮） 小河子(1915年4月，今河北省沽源縣南小河子鄉)     | 興和道               | 清代為獨石口廳，民國2年（1913年）2月改稱獨石縣，屬直隸省。民國3年（1914年）6月改屬察哈爾特別區域。民國4年（1915年）4月易今名，民國17年（1928年）9月屬察哈爾省。                      |
| 第一區                   | 多倫縣                   | 24016    | 三等     | 多倫縣                                              | 多倫諾爾（今內蒙古自治區多倫縣駐地多倫諾爾鎮）                                     | 興和道               | 清代為多倫諾爾廳，民國2年（1913年）2月改稱縣並易名，屬直隸省。民國3年（1914年）6月改屬察哈爾特別區域。民國17年（1928年）9月屬察哈爾省。                                              |
| 第一區                   | 多倫縣                   | 24017    | 三等     | 寶昌縣                                              | 寶昌（今內蒙古自治區太僕寺旗駐地寶昌鎮）                                           | 興和道               | 民國6年（1917年）4月析察哈爾兩翼牧場及鑲白旗轄地置太僕寺兩翼招墾設治局，不久改稱寶昌招墾設治局，民國14年（1925年）6月改稱縣，屬察哈爾特別區域。民國17年（1928年）9月屬察哈爾省。     |
| 第二區                   | 新明縣                   | 24013    | 三等     | 商都縣                                              | 七台（今內蒙古自治區商都縣駐地七台鎮）                                             | 興和道               | 民國6年（1917年）4月析商都牧場及張北、興和、陶林等縣置商都招墾設治局，民國7年（1918年）11月改稱縣。                                                                                  |
| 第二區                   | 新明縣                   | 24014    | 三等     | 康保縣                                              | 康保（今河北省康保縣駐地康保鎮）                                                   | 興和道               | 民國11年（1922年）8月析張北、商都兩縣置康保招墾設治局，民國14年（1925年）6月改稱縣。                                                                                                 |
| 第二區                   | 新明縣                   | 24018    | 三等     | 新明縣                                              | 加普寺（今內蒙古自治區化德縣駐地長順鎮）                                           | 興和道               | 民國23年（1934年）9月析商都、康保兩縣置化德設治局，民國25年（1936年）2月改名新明設治局。但該地此時為日本佔領，名化德縣。民國35年（1946年）10月國民政府進駐該地後改稱「新明縣」。     |
| 第二區                   | 新明縣                   | 24020    | 三等     | 尚義縣                                              | 大青溝（今河北省尚義縣東北大青溝鎮） 南壕塹(1947年5月，今河北省尚義縣駐地南壕塹鎮) | 興和道               | 民國24年（1935年）3月析商都縣2區全部及3、5區各一部置尚義設治局，民國36年（1947年）5月升為縣。                                                                                        |
| 第三區                   | 龍關縣                   | 24004    | 三等     | 赤城縣                                              | 赤城鎮（今河北省赤城縣駐地赤城鎮）                                                 | 直隸省口北道         | 民國17年（1928年）6月屬河北省，9月來屬。 |
| 第三區                   | 龍關縣                   | 24005    | 三等     | 龍關縣                                              | 龍門衛（今河北省赤城縣西南龍關鎮）                                                 | 直隸省口北道         | 原名龍門縣，因與廣東省縣名重名，民國3年（1914年）1月改名。縣境內有龍門關，為北方要塞。故名。民國17年（1928年）6月屬河北省，9月來屬。                                                 |
| 第三區                   | 龍關縣                   | 24010    | 三等     | 延慶縣                                              | 延慶鎮（今北京市延慶區駐地儒林街道）                                               | 直隸省口北道         | 清代為延慶州，民國2年（1913年）2月改置縣。民國17年（1928年）6月屬河北省，9月來屬。                                                                                                   |
| 第三區                   | 龍關縣                   | 24019    | 三等     | 崇禮縣                                              | 西灣子(今河北省張家口市崇禮區駐地西灣子鎮)                                         | 興和道               | 民國23年（1934年）12月析張北縣2、4兩區置崇禮設治局（取「崇尚禮儀」之意），民國36年（1947年）5月升為縣。                                                                              |
| 第四區                   | 蔚縣                     | 24007    | 三等     | 陽原縣                                              | 西城鎮（今河北省陽原縣駐地西城鎮）                                                 | 直隸省口北道         | 原名西寧縣，因與廣東、甘肅二省縣名重名，，民國3年（1914年）1月改名。縣境在漢代為陽原縣地，故名。民國17年（1928年）6月屬河北省，9月來屬。                                             |
| 第四區                   | 蔚縣                     | 24009    | 一等     | 蔚縣                                                | 今河北省蔚縣駐地蔚州鎮                                                             | 直隸省口北道         | 清代為蔚州，民國2年（1913年）2月改置縣。民國17年（1928年）6月屬河北省，9月來屬。 |
| 第四區                   | 蔚縣                     | 24011    | 二等     | 涿鹿縣                                              | 涿鹿鎮（今河北省涿鹿縣駐地涿鹿鎮）                                                 | 直隸省口北道         | 清代為保安州，民國2年（1913年）2月改置保安縣。因與陝西省縣名重名，民國3年（1914年）1月改名。漢置涿鹿縣於此，民國初年縣西南尚有涿鹿城，故名。民國17年（1928年）6月屬河北省，9月來屬。 |
| 其他                     | 其他                     | 不適用   | 不適用   | 豐鎮縣                                              | 今內蒙古自治區豐鎮市駐地舊城區街道                                                 | 興和道               | 民國3年（1914年）6月來屬察哈爾特別區域，民國17年（1928年）9月移屬綏遠省。 |
| 其他                     | 其他                     | 不適用   | 不適用   | 涼城縣                                              | 新堂（今內蒙古自治區涼城縣駐地岱海鎮）                                             | 興和道               | 民國3年（1914年）6月來屬察哈爾特別區域，民國17年（1928年）9月移屬綏遠省。 |
| 其他                     | 其他                     | 不適用   | 不適用   | 興和縣                                              | 三道河子（今內蒙古自治區興和縣駐地城關鎮）                                         | 興和道               | 民國3年（1914年）6月來屬察哈爾特別區域，民國17年（1928年）9月移屬綏遠省。 |
| 其他                     | 其他                     | 不適用   | 不適用   | 集寧縣                                              | 平地泉（今內蒙古自治區察哈爾右翼前旗平地泉鎮）                                     | 興和道               | 民國11年（1922年）2月析豐鎮、涼城、興和3縣地置集寧招墾設治局，民國12年（1923年）12月改制縣。屬察哈爾特別區域，民國17年（1928年）9月移屬綏遠省。                                      |
| 其他                     | 其他                     | 不適用   | 不適用   | 陶林縣                                              | 康堡（今內蒙古自治區察哈爾右翼中旗駐地科布爾鎮）                                   | 興和道               | 民國3年（1914年）6月來屬察哈爾特別區域，民國17年（1928年）9月移屬綏遠省。 |
| 錫林郭勒盟 Sili-yin γool | 錫林郭勒盟 Sili-yin γool | 24101    | 不適用   | 烏珠穆沁左翼旗 Üǰümüčin ǰegün qosiγu                | 嘎海廟（今內蒙古自治區東烏珠穆沁旗東北烏拉蓋蘇木）                                 | 興和道               | |
| 錫林郭勒盟 Sili-yin γool | 錫林郭勒盟 Sili-yin γool | 24102    | 不適用   | 烏珠穆沁右翼旗 Üǰümüčin baraγun qosiγu              | 烏蘭哈拉格廟（今內蒙古自治區西烏珠穆沁旗西北烏蘭哈拉嘎蘇木）                       | 興和道               | |
| 錫林郭勒盟 Sili-yin γool | 錫林郭勒盟 Sili-yin γool | 24103    | 不適用   | 浩濟特左翼旗 Qauid ǰegün qosiγu                     | 賽汗諾爾（今內蒙古自治區西烏珠穆沁旗西北賽汗諾爾）                                 | 興和道               | |
| 錫林郭勒盟 Sili-yin γool | 錫林郭勒盟 Sili-yin γool | 24104    | 不適用   | 浩濟特右翼旗 Qauid baraγun qosiγu                   | 阿由勒哈（今內蒙古自治區錫林浩特市北烏尤特）                                       | 興和道               | |
| 錫林郭勒盟 Sili-yin γool | 錫林郭勒盟 Sili-yin γool | 24105    | 不適用   | 阿巴噶左翼旗 Abaγ-a ǰegün qosiγu                    | 雄王府（今內蒙古自治區阿巴嘎旗東南昆對敖斯附近）                                   | 興和道               | |
| 錫林郭勒盟 Sili-yin γool | 錫林郭勒盟 Sili-yin γool | 24106    | 不適用   | 阿巴噶右翼旗 Abaγ-a baraγun qosiγu                  | 今內蒙古自治區阿巴嘎旗南                                                           | 興和道               | |
| 錫林郭勒盟 Sili-yin γool | 錫林郭勒盟 Sili-yin γool | 24107    | 不適用   | 阿巴哈那爾左翼旗 Abaanar ǰegün qosiγu               | 貝子廟（今內蒙古自治區錫林浩特市）                                                 | 興和道               | |
| 錫林郭勒盟 Sili-yin γool | 錫林郭勒盟 Sili-yin γool | 24108    | 不適用   | 阿巴哈那爾右翼旗 Abaanar baraγun qosiγu             | 伊利勒特（今內蒙古自治區錫林浩特市西北伊利浩特）                                   | 興和道               | |
| 錫林郭勒盟 Sili-yin γool | 錫林郭勒盟 Sili-yin γool | 24109    | 不適用   | 蘇尼特左翼旗 Sönid ǰegün qosiγu                     | 今內蒙古自治區蘇尼特左旗東南都都音沃博勒卓                                         | 興和道               | |
| 錫林郭勒盟 Sili-yin γool | 錫林郭勒盟 Sili-yin γool | 24110    | 不適用   | 蘇尼特右翼旗 Sönid baraγun qosiγu                   | 溫都爾廟（今內蒙古自治區蘇尼特右旗西南溫都爾蘇莫）                                 | 興和道               | |
| 察哈爾盟 Čaqar           | 察哈爾盟 Čaqar           | 24201    | 不適用   | 商都旗                                              | 哈印海爾巴廟（今內蒙古自治區鑲黃旗北哈音海爾瓦蘇）                                 | (興和道)             | 原為商都牧群，民國25年（1936年）2月改置。 |
| 察哈爾盟 Čaqar           | 察哈爾盟 Čaqar           | 24202    | 不適用   | 明安旗                                              | 多恩海拉汗（今內蒙古自治區正藍旗西北）                                             | (興和道)             | 原為牛羊群，民國25年（1936年）2月改置。 |
| 察哈爾盟 Čaqar           | 察哈爾盟 Čaqar           | 20203    | 不適用   | 太僕寺左翼旗 Tayipusë ǰegün qosiγu                  | 炮台營子（今內蒙古自治區太僕寺旗南貢寶拉格蘇木）                                   | (興和道)             | 原為左翼牧群，民國25年（1936年）2月改置。 |
| 察哈爾盟 Čaqar           | 察哈爾盟 Čaqar           | 24204    | 不適用   | 太僕寺右翼旗 Tayipusë baraγun qosiγu                | 上都河（今內蒙古自治區正藍旗東北上都鎮）                                           | (興和道)             | 原為右翼牧群，民國25年（1936年）2月改置。 |
| 察哈爾盟 Čaqar           | 察哈爾盟 Čaqar           | 24205    | 不適用   | 察哈爾左翼正藍旗 Chahar ǰegün siluγun Köke qosiγu   | 今內蒙古自治區正藍旗西北准賽汗淖爾西賽汗淖爾                                       | 興和道               | |
| 察哈爾盟 Čaqar           | 察哈爾盟 Čaqar           | 24206    | 不適用   | 察哈爾左翼鑲白旗 Chahar ǰegün köbegetü čaγan qosiγu | 阿拉騰打不蘇（今內蒙古自治區正鑲白旗西北阿拉坦嘎達蘇蘇木）                         | 興和道               | |
| 察哈爾盟 Čaqar           | 察哈爾盟 Čaqar           | 24207    | 不適用   | 察哈爾左翼正白旗 Chahar ǰegün siluγun čaγan qosiγu  | 布爾痕（今內蒙古自治區正藍旗西北）                                                 | 興和道               | |
| 察哈爾盟 Čaqar           | 察哈爾盟 Čaqar           | 24208    | 不適用   | 察哈爾左翼鑲黃旗 Chahar ǰegün köbegetü sir-a qosiγu | 蘇門哈達（今內蒙古自治區鑲黃旗東北）                                               | 興和道               | |
| 牧場                     | 牧場                     | 24300    | 不適用   | 達里岡厓牧場 Dariganga                              | 今內蒙古自治區蘇尼特左旗至 蒙古国阿沙蓋圖以南地區                                  | 興和道               | |

### 行政督察區
抗戰勝利後，全省劃為4區，張垣市及萬全、宣化、懷來、懷安、張北5縣直屬省政府。行政院於民國三十六年（1947年）6月核准備案。同年8月6日置第四區，民國三十七年（1948年）4月27日置第一區行政督察專署。各區轄縣如下：
- 察哈爾省政府直轄區，轄張家口市及萬全、宣化、懷來、懷安、張北5縣。
- 第一區，專署駐多倫縣，轄多倫縣、寶昌縣、沽源縣3縣。
- 第二區，專署駐新明縣，轄新明縣、尚義縣、商都縣、康保縣4縣。
- 第三區，專署駐龍關縣，轄龍關縣、崇禮縣、赤城縣、延慶縣4縣。
- 第四區，專署駐蔚縣，轄蔚縣、涿鹿縣、陽原縣3縣。

### 行政區劃年表
| 察哈爾省行政區劃年表                                                      |          |    |    |    |      | |
| 說明：「?」表示不能確定其發生年份或月份，故放於最有可能的一年內，詳見注釋 |          |    |    |    |      | |
| 西元                                                                      | 民國紀元 | 縣 | 市 | 局 | 其他 | 行政區劃變更 |
| 1914年                                                                    | 民國3年  | 7  |    |    |      | - 直隸省張北縣來隸（6月） - 直隸省獨石縣來隸（6月） - 直隸省多倫縣來隸（6月） - 綏遠特別區域豐鎮縣來隸（6月） - 綏遠特別區域涼城縣來隸（6月） - 綏遠特別區域興和縣來隸（6月） - 綏遠特別區域陶林縣來隸（6月） |
| 1915年                                                                    | 民國4年  | 7  |    |    |      | - 獨石縣改名沽源縣（4月） |
| 1916年                                                                    | 民國5年  | 7  |    |    |      | |
| 1917年                                                                    | 民國6年  | 7  |    | 2  |      | - 析察哈爾鑲白旗、兩翼牧場置寶昌招墾設治局（4月） - 析張北、興和、陶林等縣置商都招墾設治局（4月） |
| 1918年                                                                    | 民國7年  | 8  |    | 1  |      | - 改商都招墾設治局為商都縣（11月） |
| 1919年                                                                    | 民國8年  | 8  |    | 1  |      | |
| 1920年                                                                    | 民國9年  | 8  |    | 1  |      | |
| 1921年                                                                    | 民國10年 | 8  |    | 1  |      | |
| 1922年                                                                    | 民國11年 | 8  |    | 3  |      | - 析豐鎮、涼城、興和三縣置集寧招墾設治局（2月） - 析張北、商都二縣置康保招墾設治局（8月） |
| 1923年                                                                    | 民國12年 | 9  |    | 2  |      | - 改集寧招墾設治局為集寧縣（12月） |
| 1924年                                                                    | 民國13年 | 9  |    | 2  |      | |
| 1925年                                                                    | 民國14年 | 11 |    |    |      | - 改寶昌招墾設治局為寶昌縣（6月） - 改康保招墾設治局為康保縣（6月） |
| 1926年                                                                    | 民國15年 | 11 |    |    |      | |
| 1926年                                                                    | 民國15年 | 11 |    |    |      | |
| 1927年                                                                    | 民國16年 | 11 |    |    |      | |
| 1928年                                                                    | 民國17年 | 16 |    |    |      | - 河北省萬全縣來隸（9月） - 河北省宣化縣來隸（9月） - 河北省懷來縣來隸（9月） - 河北省懷安縣來隸（9月） - 河北省赤城縣來隸（9月） - 河北省龍關縣來隸（9月） - 河北省延慶縣來隸（9月） - 河北省陽原縣來隸（9月） - 河北省蔚縣來隸（9月） - 河北省涿鹿縣來隸（9月） - 豐鎮縣移屬綏遠省（9月） - 涼城縣移屬綏遠省（9月） - 興和縣移屬綏遠省（9月） - 集寧縣移屬綏遠省（9月） - 陶林縣移屬綏遠省（9月） |
| 1929年                                                                    | 民國18年 | 16 |    |    |      | |
| 1930年                                                                    | 民國19年 | 16 |    |    |      | |
| 1931年                                                                    | 民國20年 | 16 |    |    |      | |
| 1932年                                                                    | 民國21年 | 16 |    |    |      | |
| 1933年                                                                    | 民國22年 | 16 |    |    |      | |
| 1934年                                                                    | 民國23年 | 16 |    | 2  |      | - 析寶昌、康保置化德設治局（9月） - 析張北置崇禮設治局（12月） |
| 1935年                                                                    | 民國24年 | 16 |    | 3  |      | - 析商都置尚義設治局（3月） |
| 1936年                                                                    | 民國25年 | 16 |    | 3  |      | - 化德設治局改名新明設治局（2月） |
| 1937年                                                                    | 民國26年 | 16 |    | 3  |      | |
| 1938年                                                                    | 民國27年 | 16 |    | 3  |      | |
| 1939年                                                                    | 民國28年 | 16 |    | 3  |      | |
| 1940年                                                                    | 民國29年 | 16 |    | 3  |      | |
| 1941年                                                                    | 民國30年 | 16 |    | 3  |      | |
| 1942年                                                                    | 民國31年 | 16 |    | 3  |      | |
| 1943年                                                                    | 民國32年 | 16 |    | 3  |      | |
| 1944年                                                                    | 民國33年 | 16 |    | 3  |      | |
| 1945年                                                                    | 民國34年 | 16 |    | 3  |      | |
| 1946年                                                                    | 民國35年 | 17 |    | 2  |      | - 改新明設治局為新明縣（10月） |
| 1947年                                                                    | 民國36年 | 19 | 1  |    |      | - 改崇禮設治局為崇禮縣（5月） - 改尚義設治局為尚義縣（5月） - 析萬全縣城置張垣市（6月） |
| 1948年                                                                    | 民國37年 | 19 | 1  |    |      | |
| 1949年                                                                    | 民國38年 | 19 | 1  |    |      | |

## 政府
中华民国察哈爾都統
- 何宗蓮：1912年10月 - 1915年8月26日（副都统，署理；1914年8月19日革职留任，1915年8月26日免）
- 段芝贵：1912年12月22日 - 1913年7月16日（副都统何宗蓮署理）
- 張懷芝：1915年8月26日 - 1916年5月30日（何元春、赵炳南代行）
- 田中玉：1916年6月9日 - 1917年1月27日（署理）
- 田中玉：1917年1月27日 - 1917年10月18日
- 張敬堯：1917年10月18日 - 1918年3月27日
- 田中玉：1918年3月29日 - 1919年12月26日
- 王廷楨：1919年12月26日 - 1920年9月21日
- 張景惠：1920年9月21日 - 1922年5月15日
- 譚慶林：1922年5月15日 - ？（護理）
- 張錫元：1922年5月29日 - 1924年12月18日
- 張之江：1924年12月18日 - 1926年3月23日（署理）
- 郑金声：1925年12月27日 - ？（冯玉祥任命）
- 鹿鍾麟：1926年4月26日 - 8月
- 高維嶽：1926年8月27日 - 1927年8月18日（张作霖任命）
- 高維嶽：1927年8月18日 - 1928年8月（安国军政府任命）
- 张会诏：1928年8月15日 - ？（阎锡山任命护理）
- 趙戴文：1928年6月 - 11月1日

中华民国察哈爾省政府主席
- 趙戴文（1928年10月－1928年11月）
- 李培基（1928年11月－？代理，未到任）
- 楊愛源（1928年11月－1931年1月）
- 劉翼飛（1931年1月－1932年8月）
- 宋哲元（1932年8月－1935年6月）
- 秦德純（1935年6月－1935年8月代理）
- 秦德純（1935年8月－1935年11月）
- 蕭振瀛（1935年11月－1935年12月）
- 張自忠（1935年11月－1935年12月代理）
- 張自忠（1935年12月－1936年6月）
- 劉汝明（1936年6月－1939年1月，1937年10月被撤職留任）
- 張礪生（1938年10月－1939年1月代理）
- 石友三（1939年1月－1939年7月）
- 畢澤宇（1940年12月－1941年8月代理）
- 馮欽哉（1941年8月－1946年10月）
- 傅作義（1946年10月－1948年12月）
- 孫蘭峰（1947年12月－？，代理）

中共政权察哈爾省民主政府主席
- 張蘇（1945年11月－1946年10月。共產黨察哈爾省人民代表大會選舉）

## 察哈爾同鄉會
1949年，中華民國政府失去中國大陸的管治權，两岸分治。一些察哈爾省鄕親移居臺灣，成立察哈爾同鄉會，並出版《察哈爾文獻》（年刊）。